# Kia Credos
Kia Credos là phiên bản xe sedan gia đình hạng trung đầu tiên do Kia tự phát triển. Chúng đã được bán tại Hàn Quốc vào năm 1995 và tại Úc vào năm 1998.

## Tổng quan
Kia Credos được phát triển dựa trên thế hệ thứ năm của Mazda Capella / Cronos.
Xe được cung cấp bởi bốn phiên bản động cơ xăng. Ban đầu, ba động cơ được cung cấp: động cơ Kia T8D 1,8 lít, động cơ Mazda FE SOHC 2.0 lít và động cơ Mazda FE-DOHC 2.0 lít . Động cơ thứ tư, V6 DOHC Rover KV6  2.0 lít được cấp phép, có sẵn với phiên bản nâng cấp từ năm 1998 trở đi.

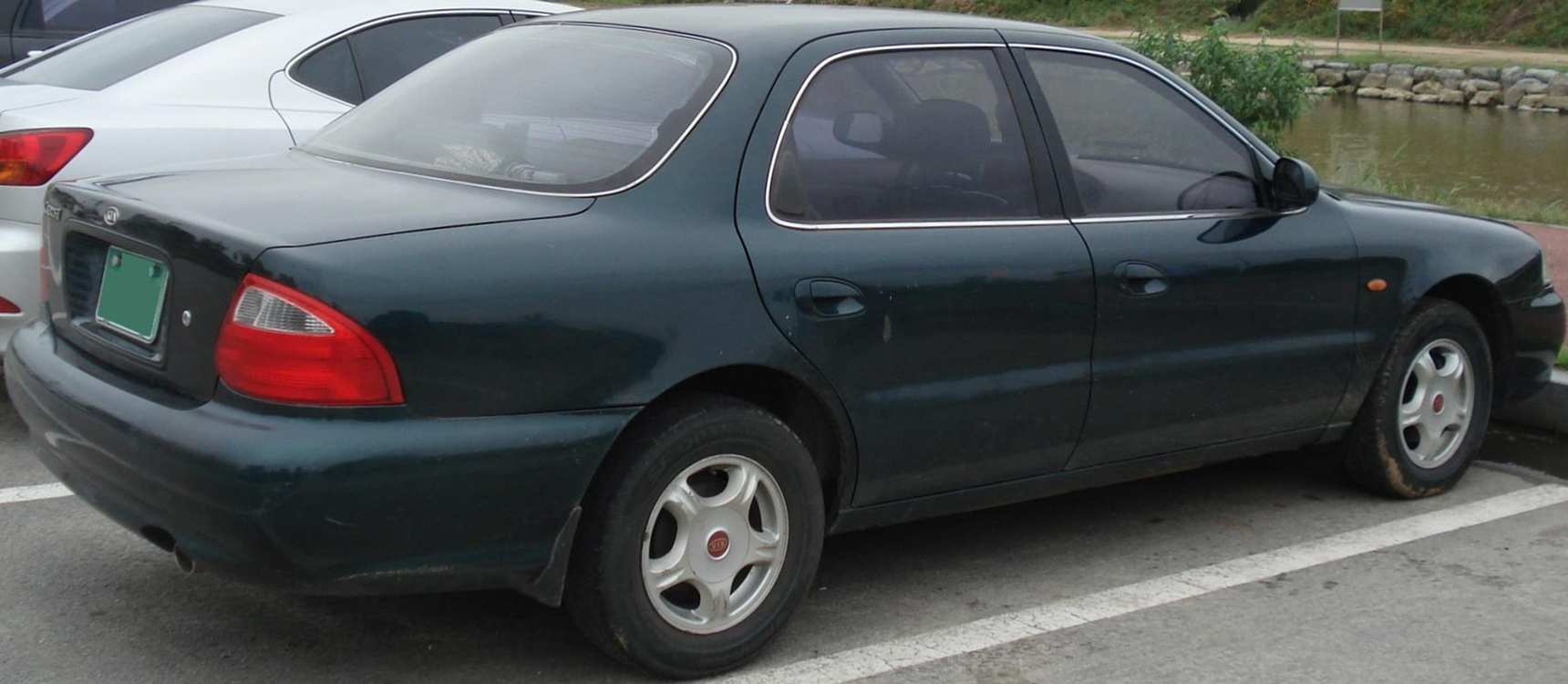
Phía sau Kia Credos

Nội thất của chiếc xe hơi không quá nổi bật nhưng rộng rãi và thoải mái, cũng như có cốp xe lớn. Giá chào bán cho phiên bản 1.8 SX cơ bản là 11.000 bảng Anh, thấp hơn khoảng 4.000 bảng Anh so với Ford Mondeo và Vauxhall Vectra có cấu hình tương đương. Tại Úc, Kia Credos được giới thiệu vào tháng 5 năm 1998 và chỉ có sẵn với động cơ 2.0L. Tổng doanh số bán hàng đạt 839 chiếc trong suốt ba năm bán hàng.
Kia Credos được thay thế bởi Kia Optima - phiên bản phát triển cùng với Huyndai vào tháng 9 năm 2000.

## Thư viện ảnh

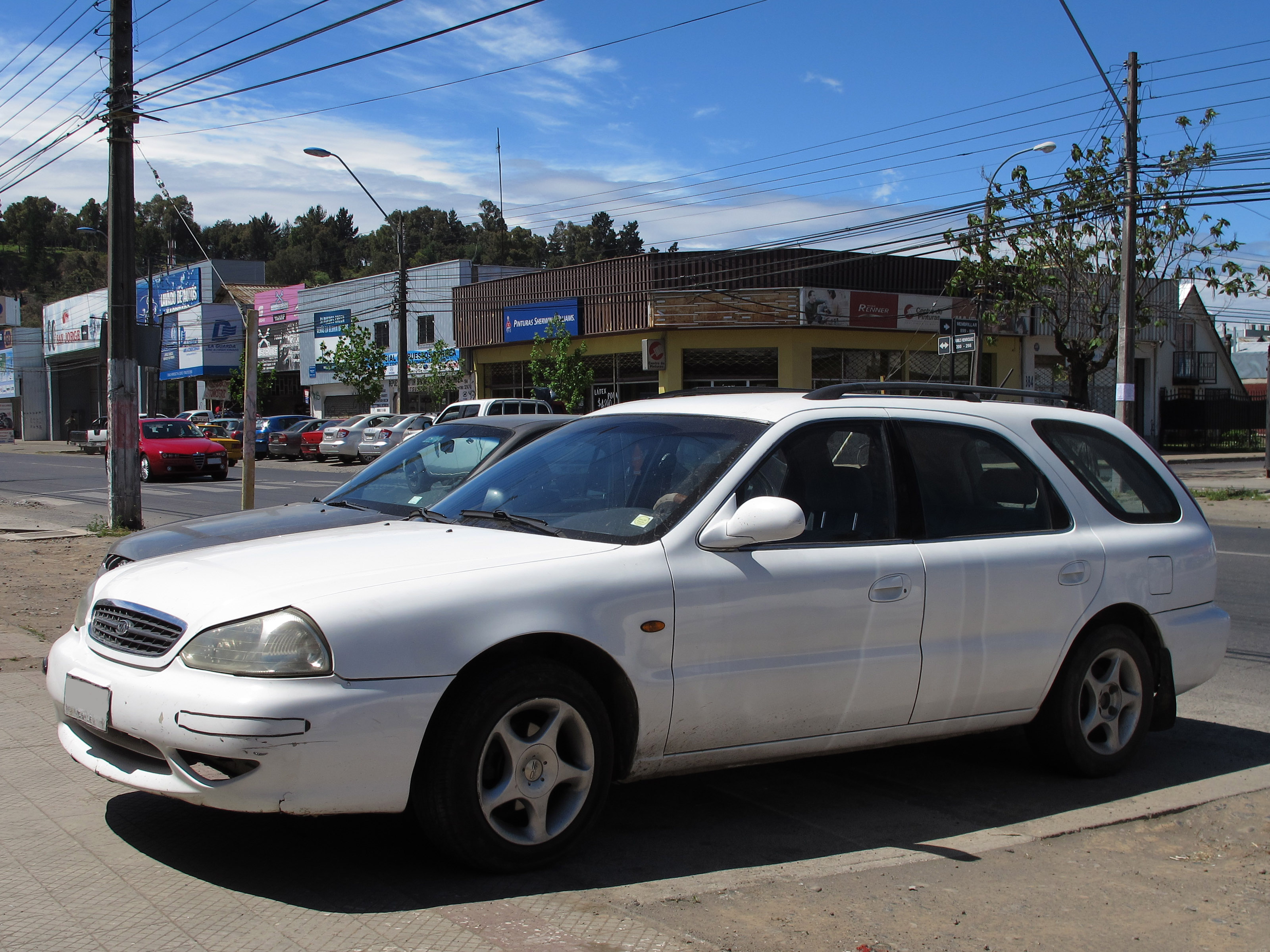
Kia Clarus Wagon 2002
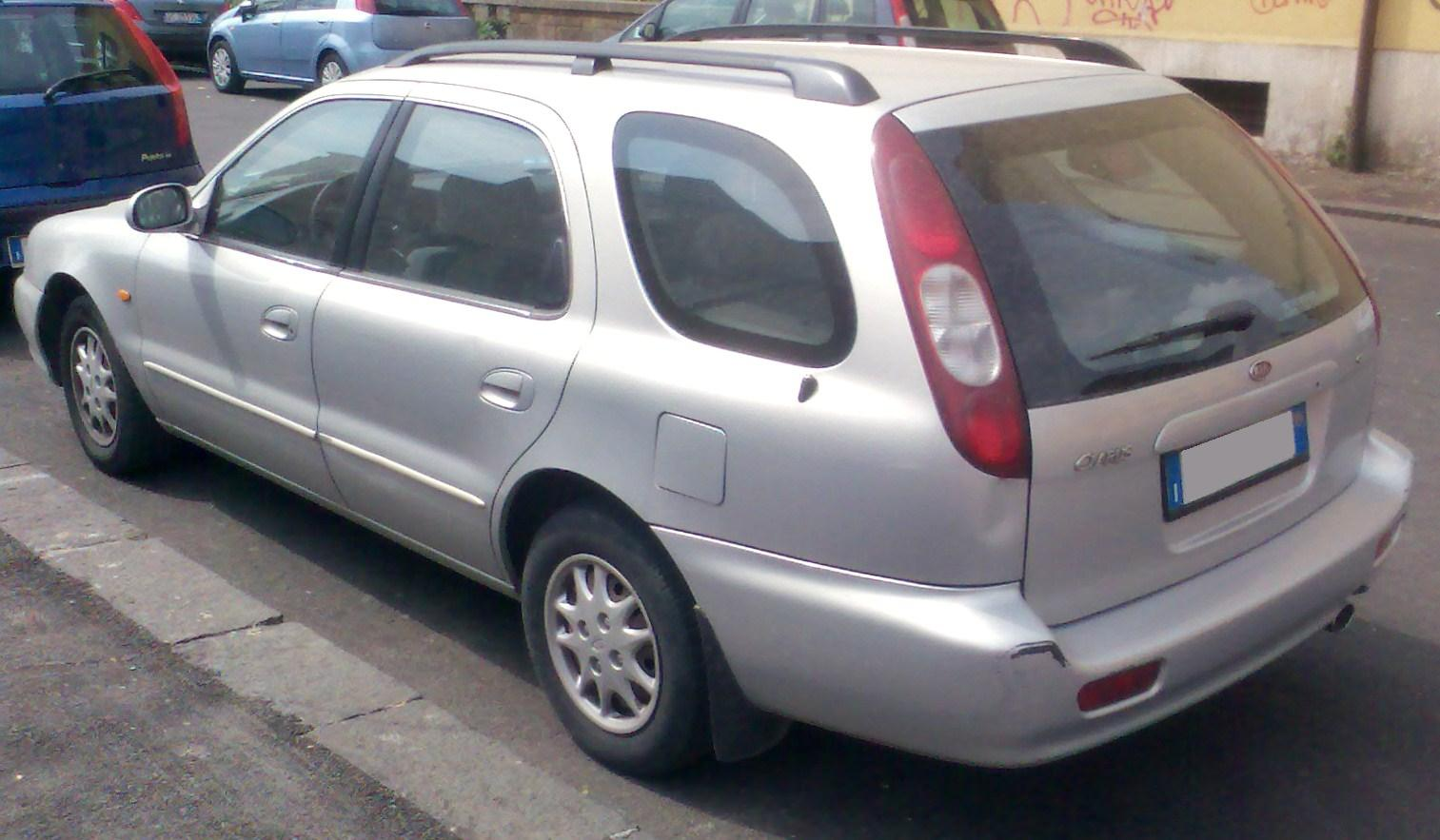
Phía sau Kia Clarus Station Wagon